# Краус, Эллисон
Эллисон Бет Краус (23 апреля 1951, Кливленд, Огайо — 4 мая 1970, Кент, Огайо) — студентка Кентского университета, убитая солдатами Армии Национальной гвардии Огайо при расстреле в Кентском университете во время протеста против вторжения США и Вьетнама в Камбоджу.

## Биография
Эллисон Краус родилась в Кливленде (Огайо), была дочерью Дорис Лилиан (Левин) и Артура Селвина Краус и старшей сестрой Лорел. Семья Краус была еврейского происхождения. Эллисон закончила среднюю школу Джона Ф. Кеннеди в Силвер-Спринге (Мэриленд). Перед поступлением в Кентский университет семья Эллисон переехала в Черчилль (Пенсильвания). 

## Расстрел в университете и смерть
Студенты Кентского университета организовали акцию протеста против начавшегося за несколько дней до этого вторжения американских и южновьетнамских войск в Камбоджу. Власти запретили проведение митинга, а в университет прибыло подразделение Национальной гвардии Огайо, имевшее приказ разогнать демонстрантов. 
По неизвестным причинам гвардейцы открыли огонь по группе безоружных студентов с расстояния 106 метров. Всего гвардейцы произвели 67 выстрелов за 13 секунд, в результате были убиты Эллисон Бет Краус, Джеффри Гленн Миллер, Сандра Ли Шойер и Уильям Нокс Шредер, девять других студентов получили ранения в результате стрельбы.
Эллисон Краус была ранена в левую часть груди с расстояния около 101 м. Рана оказалась смертельной. Последующее вскрытие показало, что пуля из винтовки вошла и вышла из верхней части левой руки, а затем вошла в левую часть её груди, разрушившись при ударе и вызвав обширную внутреннюю травму. Она умерла от ран в тот же день.
Накануне во время протестов произнесла: «Цветы лучше пуль», что стало известным антивоенным лозунгом.

## Общенациональная студенческая забастовка и протесты
Трагедия вызвала волну протестов в университетах на всей территории США и привлекла огромное общественное внимание. 
В начавшейся общенациональной студенческой забастовке участвовали 4 миллиона студентов, сотни кампусов были закрыты из-за насильственных и мирных демонстраций. Кампус Кентского университета оставался закрытым в течение шести недель. Через пять дней после расстрела в Вашингтоне 99998 человек протестовали против войны. Отец Краус в течение 10 лет после смерти дочери активно выступал в прессе и в судах, добиваясь справедливости, и в конце концов семья Эллисон Краус получила заявление с выражением сожаления и 15 000 долларов от штата Огайо за потерю Эллисон.
Комиссия, расследовавшая произошедшее, заключила, что применение гвардейцами оружия было неоправданным. Однако никто из гвардейцев не понёс какого-либо наказания, а причина открытия огня остаётся невыясненной до сих пор.
В 2010 году сестра Краус Лорел вместе с Эмили Канстлер создала Kent State Truth Tribunal (KSTT) (англ. Кентский Государственный Трибунал правды) с целью раскрытия, записи и сохранения показаний участников и свидетелей событий 1970 года. Демонстрируя свою поддержку, Майкл Мур транслировал свидетельства KSTT на своем веб-сайте. Всего в 2010 году были проведены три трибунала: 1, 2, 3 и 4 мая в Кенте (Огайо) к 40-й годовщине расстрела; в августе в Сан-Франциско и в октябре в Нью-Йорке.

## Память
- 18 мая 1970 года Евгений Евтушенко опубликовал в газете «Правда» стихотворение «Цветы и пули» в память об Эллисон Краус.
- Фильмы: Allison (реж. Ричард Майерс, 1971).
- Слова Эллисон Краус «Цветы лучше пуль», сказанные за день до смерти, стали антивоенным лозунгом.
- Песня "ALLISON KRAUSE" группы R.A.Svet
- Песня "Цветы лучше пуль" группы 43ai